# Famiglia Cibele
La famiglia di asteroidi Cibele è una famiglia di asteroidi della fascia principale del sistema solare caratterizzati da parametri orbitali simili; deve il suo nome all'oggetto principale che vi appartiene, l'asteroide Cibele, appunto. Si ritiene solitamente che i corpi appartenenti ad una medesima famiglia asteroidale condividano un'origine comune.

## Prospetto
Segue un prospetto dei principali asteroidi appartenenti alla famiglia.
| Nome | Nome      | Diametro medio | Semiasse maggiore | Inclinazione orbitale | Eccentricità | Scoperta |
| ---- | --------- | -------------- | ----------------- | --------------------- | ------------ | -------- |
| 65   | Cibele    | 237,3 km       | 3,436 UA          | 3,55°                 | 0,104        | 1861     |
| 76   | Freia     | 183,7 km       | 3,415 UA          | 2,12°                 | 0,164        | 1862     |
| 87   | Silvia    | ~270 km        | 3,490 UA          | 10,856°               | 0,080        | 1866     |
| 107  | Camilla   | 222,6 km       | 3,479 UA          | 10,05°                | 0,079        | 1868     |
| 121  | Ermione   | 209,0 km       | 3,446 UA          | 7,579°                | 0,143        | 1872     |
| 225  | Henrietta | 121,0 km       | 3,382 UA          | 20,902°               | 0,268        | 1882     |
| 229  | Adelinda  | 93,0 km        | 3,413 UA          | 2,092°                | 0,147        | 1882     |
| 260  | Huberta   | 95,0 km        | 3,445 UA          | 6,444°                | 0,123        | 1886     |
| 319  | Leona     | 68,0 km        | 3,389 UA          | 10,557°               | 0,227        | 1891     |
| 401  | Ottilia   | 99,0 km        | 3,350 UA          | 5,973°                | 0,041        | 1895     |
| 414  | Liriope   | 70,0 km        | 3,508 UA          | 9,542°                | 0,069        | 1896     |
| 420  | Bertolda  | 141,0 km       | 3,414 UA          | 6,659°                | 0,043        | 1896     |